# Washington Nationals (1886–89)

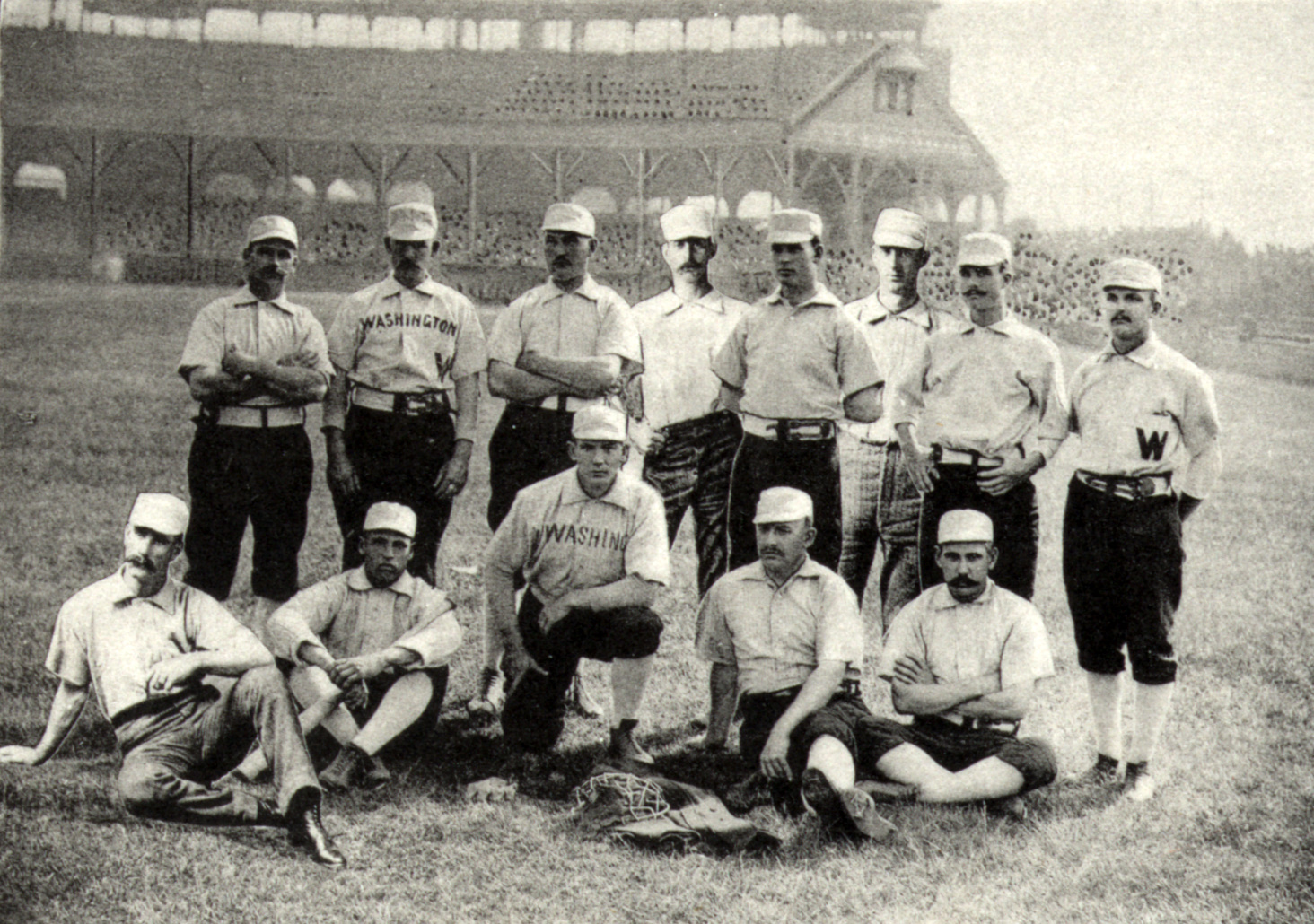
Washington Nationals de 1888 no estádio do Boston South End Grounds.

O Washington Nationals, algumas vezes referido como Washington Statesmen, foi um time profissional de beisebol em meados de 1880. Existiram por um período de quatro anos como membro da National League (NL) de 1886 até 1889. Durante seus quatro anos de existência tiveram seis treinadores e conseguiram um cartel de 163 vitórias e 337 derrotas (32,6% de aproveitamento). A franquia jogava suas partidas em casa no Swampoodle Grounds.
Seu mais notável jogador foi o catcher Connie Mack, que faz parte do Hall of Fame como treinador do Philadelphia Athletics de 1901 até 1950. O outfielder Dummy Hoy, notável por ser surdo, jogou nas equipes do Washington em 1888 e 1889.